# Procuradoria-Geral do Distrito Federal

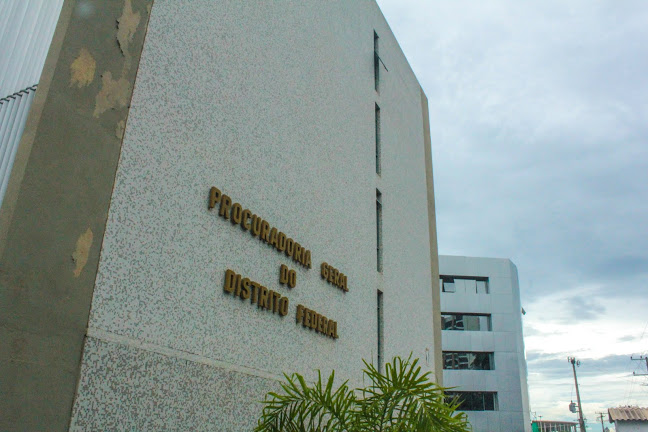
Fachada da Procuradoria-Geral do Distrito Federal

A Procuradoria-Geral do Distrito Federal (PGDF) é um órgão brasileiro que representa o Distrito Federal em juízo e fora dele, presta orientação jurídico-normativa para Administração Direta e Indireta do Distrito Federal e fiscaliza a legalidade dos atos do Poder Executivo. É instituição de natureza permanente, dotada de autonomia funcional, administrativa e financeira.

## História
A criação da Procuradoria-Geral do Distrito Federal está prevista pelo Decreto nº 43 de 28 de março de 1961.
O primeiro grupo de procuradores era formado pelo advogado Célio Silva, pelo técnico em Direito Patrimonial Rubens de Barros Brizola e pelo ex-chefe de secretaria da Novacap Júlio César Santos.
A PGDF foi criada como órgão autônomo da Administração Direta pela Lei nº 4.545, de 10 de dezembro de 1964, durante o governo do presidente Humberto Castelo Branco.
Neste ano, sem sede fixa, os primeiros procuradores do Distrito Federal ficavam lotados em diversos órgãos distritais pelos prédios da capital.
Foi apenas em 1979 que surgiu a primeira sede da instituição no Setor de Áreas Militares.

## Funções
A principal função da Procuradoria-Geral do Distrito Federal é prestar assessoramento e consultoria jurídica ao Distrito Federal. Como definida na Lei Orgânica do Distrito Federal compete a PGDF: 
a) representar o Distrito Federal judicial e extrajudicialmente;

b) representar a Fazenda Pública perante os Tribunais de Contas da União, do Distrito Federal e Juntas de Recursos Fiscais;

c) representar judicial e extrajudicialmente o Tribunal de Contas do Distrito Federal;

d) promover a defesa da Administração Pública requerendo a qualquer órgão, entidade ou tribunal as medidas de interesse da Justiça da Administração e do Erário.

e) representar sobre questões de ordem jurídica sempre que o interessado público ou a aplicação do Direito o reclamarem;

f) promover a uniformização da jurisprudência administrativa e a compilação da legislação do Distrito Federal;

g) prestar orientação jurídico-normativa para a administração pública direta, indireta e fundacional.

h) efetuar a cobrança judicial da dívida do Distrito Federal.

## Autoridades
A autoridade máxima da Procuradoria-Geral do Distrito Federal é o procurador-geral. O cargo é de livre nomeação e exoneração pelo governador do Distrito Federal, devendo ser escolhido dentre os membros da Carreira de Procurador do Distrito Federal. Após passar por análise da Comissão de Constituição e Justiça (CCJ) da Câmara Legislativa, o indicado assume o cargo.
Atualmente quem ocupa o posto é a Subprocuradora-Geral do Distrito Federal Ludmila Lavocat Galvão Vieira de Carvalho, indicada pelo Governador Ibaneis Rocha, para suceder Paola Aires Corrêa Lima.

## Lista dos Procuradores-Gerais do Distrito Federal
| Período         | Procurador                                |
| --------------- | ----------------------------------------- |
| 1961 a 1962     | Leopoldo César de Miranda Lima            |
| 1962 a 1964     | Luiz Carlos Victor Pujol                  |
| 1964 a 1966     | Célio Silva                               |
| 1966 a 1967     | Júlio César dos Santos                    |
| 1967 a 1969     | José de Campos Amaral                     |
| 1969 a 1974     | Amaury José de Arquino Carvalho           |
| 1974 a 1976     | Pedro José Xavier Mattoso                 |
| 1976 a 1985     | Emmanuel Francisco Mendes Lyrio           |
| 1985 a 1988     | Humberto Gomes de Barros                  |
| 1988 a 1991     | Célio Afonso de Almeida                   |
| 1991 a 1993     | José Milton Ferreira                      |
| 1993 a 1995     | Alfredo Henrique Rebello Brandão          |
| 1995 a 1998     | Marcello Alencar de Araújo                |
| 1999 a 2005     | Miguel Angelo Farage de Carvalho          |
| 2006 a 2009     | Túlio Márcio da Cunha e Cruz Arantes      |
| 2009 a 2010     | Marcelo Lavocat Galvão                    |
| 2011 a 2012     | Rogério Marinho Leite Chaves              |
| 2012 a 2013     | Marcelo Augusto da Cunha Castello Branco  |
| 2013 - 2018     | Paola Aires Corrêa Lima                   |
| 2019 - Presente | Ludmila Lavocat Galvão Vieira de Carvalho |

## Organização

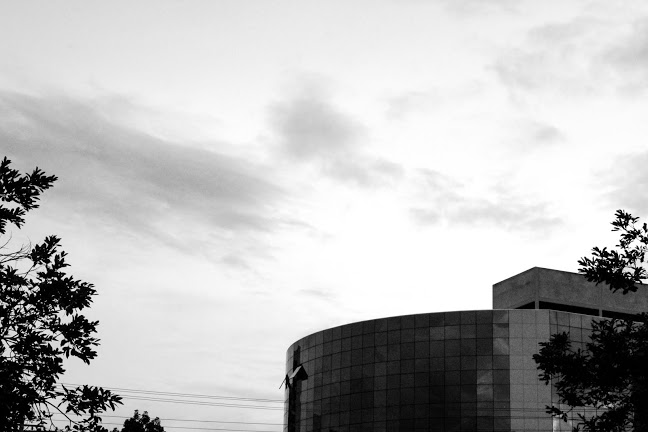
Nova sede da Procuradoria-Geral do Distrito Federal em 2015.

Administrativamente, a PGDF é equiparada, para todos os efeitos, às secretarias de estado.
Para o exercício das suas competências, a Procuradoria-Geral do Distrito Federal se organiza nos termos do Decreto nº 39.113, de 8 de Junho de 2018. 
A estrutura principal ficou assim delimitada:
1. GABINETE
2. CORREGEDORIA
3. PROCURADORIA GERAL DO CONSULTIVO E DE TRIBUNAIS DE CONTAS
4. PROCURADORIA GERAL DO CONTENCIOSO
5. PROCURADORIA GERAL DA FAZENDA DISTRITAL
6. SECRETARIA GERAL
A antiga Procuradoria Fiscal foi transformada na Procuradoria Geral da Fazenda Distrital. As antigas especializadas foram albergadas na Procuradoria Geral do Contencioso, com as seguintes denominações:
- PROCURADORIA DO CONTENCIOSO EM MATÉRIA CELETISTA E RESPONSABILIDADE SUBSIDIÁRIA
- PROCURADORIA DO CONTENCIOSO EM MATÉRIA DE PESSOAL ESTATUTÁRIO
- PROCURADORIA DO CONTENCIOSO EM MATÉRIA DE PESSOAL DE SEGURANÇA PÚBLICA E ESTATUTOS ESPECIAIS
- PROCURADORIA DO CONTENCIOSO EM MATÉRIA DE SAÚDE PÚBLICA
- PROCURADORIA DO CONTENCIOSO EM MATÉRIA DE MEIO AMBIENTE E PATRIMÔNIO URBANÍSTICO E IMOBILIÁRIO
- PROCURADORIA DO CONTENCIOSO EM MATÉRIA DE LICITAÇÕES E CONTRATOS, RESPONSABILIDADE CIVIL E MATÉRIA RESIDUAL
- PROCURADORIA DO CONTENCIOSO EM EXECUÇÕES E CUMPRIMENTOS DE SENTENÇAS
- PROCURADORIA DO CONTENCIOSO EM PRECATÓRIOS E REQUISIÇÕES DE PEQUENO VALOR